# Gran Premio de Alemania de Motociclismo de 1979
El Gran Premio de Alemania de Motociclismo de 1979 fue la tercera prueba de la temporada 1979 del Campeonato Mundial de Motociclismo. El Gran Premio se disputó el 6 de mayo de 1979 en el Circuito de Hockenheim.

## Resultados 500cc
En 500 c.c., sorprendente victoria de Wil Hartog que llegó cinco segundos por delante del estadounidense Kenny Roberts y Virginio Ferrari. Precisamente Ferrari se pone a liderar la clasificación general después del retiro de Graziano Rossi.
| Pos.     | Piloto               | Equipo     | Tiempo     | Pts. |
| -------- | -------------------- | ---------- | ---------- | ---- |
| 1        | Wil Hartog           | Suzuki     | 42' 33" 9  | 15   |
| 2        | Kenny Roberts        | Yamaha     | +3" 6      | 12   |
| 3        | Virginio Ferrari     | Suzuki     | +12" 6     | 10   |
| 4        | Bernard Fau          | Suzuki     | +25" 9     | 8    |
| 5        | Philippe Coulon      | Suzuki     | +27" 9     | 6    |
| 6        | Franco Uncini        | Suzuki     | +47" 4     | 5    |
| 7        | Jack Middelburg      | Suzuki     | +48" 8     | 4    |
| 8        | Christian Sarron     | Yamaha     | +1' 05" 1  | 3    |
| 9        | Steve Parrish        | Suzuki     | +1' 06" 2  | 2    |
| 10       | Mike Baldwin         | Suzuki     | +1' 27" 2  | 1    |
| 11       | Dennis Ireland       | Suzuki     | +1 Vuelta  |      |
| 12       | Elmar Renner         | Suzuki     | +1 Vuelta  |      |
| 13       | Henk de Vries        | Suzuki     | +1 Vuelta  |      |
| 14       | Gerhard Vogt         | Suzuki     | +1 Vuelta  |      |
| 15       | Hans-Otto Butenuth   | Suzuki     | +1 Vuelta  |      |
| 16       | Max Nöthiger         | Suzuki     | +1 Vuelta  |      |
| 17       | Herbert Schieferecke | Suzuki     | +1 Vuelta  |      |
| 18       | Bosse Granath        | Suzuki     | +2 Vueltas |      |
| 19       | King Wong Kwong      | Suzuki     | +2 Vueltas |      |
| 20       | Michael Schmid       | Suzuki     | +2 Vueltas |      |
| 21       | Stefano Bonetti      | Suzuki     | +4 Vueltas |      |
| Ret      | Max Wiener           | Suzuki     | Ret        |      |
| Ret      | Barry Sheene         | Suzuki     | Ret        |      |
| Ret      | Boet van Dulmen      | Suzuki     | Ret        |      |
| Ret      | Graziano Rossi       | Morbidelli | Ret        |      |
| Ret      | Giovanni Pelletier   | Suzuki     | Ret        |      |
| Ret      | Tom Herron           | Suzuki     | Ret        |      |
| Ret      | Marco Lucchinelli    | Suzuki     | Ret        |      |
| Ret      | Jürgen Steiner       | Suzuki     | Ret        |      |
| Ret      | Børge Nielsen        | Suzuki     | Ret        |      |
| Ret      | Carlo Perugini       | Suzuki     | Ret        |      |
| Ret      | Gianni Rolando       | Suzuki     | Ret        |      |
| Ret      | Carlo Prati          | Suzuki     | Ret        |      |
| Ret      | Seppo Ojala          | Suzuki     | Ret        |      |
| Ret      | Alex George          | Suzuki     | Ret        |      |
| Ret      | Gustav Reiner        | Suzuki     | Ret        |      |
| Ret      | Sandro Moro          | Suzuki     | Ret        |      |
| Ret      | Hiroyuki Kawasaki    | Suzuki     | Ret        |      |
| Ret      | Mick Grant           | Suzuki     | Ret        |      |
| Ret      | Hans Schöfer         | Yamaha     | Ret        |      |
| Ret      | Michel Rougerie      | Suzuki     | Ret        |      |
| DNS      | Peter Sjöström       | Suzuki     | DNS        |      |
| Sources: |                      |            |            |      |

## Resultados 350cc
Victoria para el piloto sudafricano Jon Ekerold, que mantuvo un interesante duelo con el alemán Anton Mang y que se decidió por tan solo seis décimas. El suizo Michel Frutschi cerró el podio.
| Pos. | Piloto             | Moto          | Tiempo     | Pts. |
| ---- | ------------------ | ------------- | ---------- | ---- |
| 1    | Jon Ekerold        | Yamaha        | 44' 27" 3  | 15   |
| 2    | Anton Mang         | Kawasaki      | +0" 6      | 12   |
| 3    | Michel Frutschi    | Yamaha        | +6" 1      | 10   |
| 4    | Kork Ballington    | Kawasaki      | +19" 4     | 8    |
| 5    | Christian Estrosi  | Kawasaki      | +20" 0     | 6    |
| 6    | Roland Freymond    | Yamaha        | +22" 3     | 5    |
| 7    | Pekka Nurmi        | Yamaha        | +1' 08" 1  | 4    |
| 8    | Vic Soussan        | Yamaha        | +1' 08" 1  | 3    |
| 9    | Richard Hubin      | Yamaha        | +1' 16" 4  | 2    |
| 10   | Yoshimi Matsumoto  | Yamaha        | +1' 19" 1  | 1    |
| 11   | Max Wiener         | Yamaha        | +1' 22" 7  |      |
| 12   | Jeffrey Sayle      | Yamaha        | +1' 22" 8  |      |
| 13   | Werner Hilbk       | Yamaha        | +1' 23" 1  |      |
| 14   | Toni Haad          | Yamaha        | +1' 48" 0  |      |
| 15   | Klaas Hernamdt     | Yamaha        | +1' 48" 2  |      |
| 16   | Sadao Asami        | Yamaha        | +1' 57" 3  |      |
| 17   | John Long          | Yamaha        | +2' 12" 9  |      |
| 18   | Josef Hage         | Yamaha        | +1 Vuelta  |      |
| 19   | Jacob Beck         | Yamaha        | +1 Vuelta  |      |
| 20   | René Delaby        | Yamaha        | +1 Vuelta  |      |
| 21   | A. Granath         | Yamaha        | +1 Vuelta  |      |
| 22   | Olivier Liégeois   | Yamaha        | +1 Vuelta  |      |
| 23   | Wulf Gerstenmaiser | Yamaha        | +1 Vuelta  |      |
| 24   | Walter Migliorati  | Yamaha        | +1 Vuelta  |      |
| 25   | Kenny Blake        | Yamaha        | +1 Vuelta  |      |
| 26   | Hans Schöfer       | Yamaha        | +1 Vuelta  |      |
| 27   | John Weeden        | Yamaha        | +2 Vueltas |      |
| Ret  | Gianfranco Bonera  | Yamaha        | Ret        |      |
| Ret  | Gregg Hansford     | Kawasaki      | Ret        |      |
| Ret  | Michel Rougerie    | Bimota-Yamaha | Ret        |      |
| Ret  | Patrick Fernandez  | Yamaha        | Ret        |      |
| Ret  | Pentti Korhonen    | Yamaha        | Ret        |      |
| Ret  | Chas Mortimer      | Yamaha        | Ret        |      |
| Ret  | Ernst Fagerer      | Yamaha        | Ret        |      |
| Ret  | Éric Saul          | Yamaha        | Ret        |      |
| Ret  | Barry Ditchburn    | Kawasaki      | Ret        |      |
| Ret  | Alan North         | Yamaha        | Ret        |      |
| Ret  | Gustav Reiner      | Yamaha        | Ret        |      |
| Ret  | Gregg Barsdorf     | Yamaha        | Ret        |      |
| Ret  | Armand Gras        | Yamaha        | Ret        |      |
| Ret  | Eero Hyvärinen     | Yamaha        | Ret        |      |
| Ret  | Grunwald Harfmann  | Yamaha        | Ret        |      |
| Ret  | Randy Mamola       | Bimota        | Ret        |      |
| Ret  | Horst Lahfeld      | Yamaha        | Ret        |      |
| Ret  | Bernd Tüngethal    | Yamaha        | Ret        |      |
| Ret  | Patrick Pons       | Yamaha        | Ret        |      |
| DNS  | Walter Villa       | Yamaha        | DNS        |      |

## Resultados 250cc
En el cuarto de litro, dura batalla entre el sudafricano Kork Ballington y el italiano Walter Villa que se fueron turnando en la cabeza hasta que el trasalpino tuvo que retirarse en la última vuelta por una caída.
| Pos. | Piloto               | Moto       | Tiempo    | Pts. |
| ---- | -------------------- | ---------- | --------- | ---- |
| 1    | Kork Ballington      | Kawasaki   | 38' 34" 4 | 15   |
| 2    | Randy Mamola         | Adriatica  | +4" 2     | 12   |
| 3    | Anton Mang           | Kawasaki   | +16" 3    | 10   |
| 4    | Jon Ekerold          | Yamaha     | +34" 7    | 8    |
| 5    | Guy Bertin           | Yamaha     | +34" 9    | 6    |
| 6    | Gregg Hansford       | Kawasaki   | +35" 2    | 5    |
| 7    | Hans Müller          | Yamaha     | +38" 3    | 4    |
| 8    | Barry Ditchburn      | Kawasaki   | +49" 4    | 3    |
| 9    | Pentti Korhonen      | Yamaha     | +51" 6    | 2    |
| 10   | Alan North           | Yamaha     | +56" 6    | 1    |
| 11   | Gianpaolo Marchetti  | MBA        | +1' 09" 3 |      |
| 12   | Jean-François Baldé  | Kawasaki   |           |      |
| 13   | Vic Soussan          | Yamaha     |           |      |
| 14   | Éric Saul            | Yamaha     |           |      |
| 15   | Harald Merkl         | Yamaha     |           |      |
| 16   | Patrick Fernandez    | Yamaha     |           |      |
| 17   | Olivier Chevallier   | Yamaha     |           |      |
| 18   | Graziano Rossi       | Morbidelli |           |      |
| 19   | Josef Hage           | Yamaha     |           |      |
| 20   | Roland Kopf          | Yamaha     |           |      |
| 21   | Reino Eskelinen      | Yamaha     |           |      |
| 22   | Eero Hyvärinen       | Yamaha     |           |      |
| 23   | Paolo Pileri         | Yamaha     |           |      |
| 24   | Thierry Espié        | Yamaha     |           |      |
| 25   | John Long            | Yamaha     |           |      |
| 26   | Fernando González    | Yamaha     |           |      |
| 27   | Walter Villa         | Yamaha     |           |      |
| 28   | Walter Hoffmann      | Yamaha     |           |      |
| 29   | August Auinger       | Yamaha     |           |      |
| 30   | John Weeden          | Yamaha     |           |      |
| 31   | Hans Gasser          | Kawasaki   |           |      |
| 32   | Willem-Jan Nooteboom | Yamaha     |           |      |
| 33   | Peter Baláž          | Yamaha     |           |      |
| 34   | Wulf Gerstenmaier    | Yamaha     |           |      |
| Ret  | Sadao Asami          | Yamaha     | Ret       |      |
| Ret  | Richard Hubin        | Yamaha     | Ret       |      |
| Ret  | Edi Stöllinger       | Kawasaki   | Ret       |      |
| Ret  | Christian Estrosi    | Kawasaki   | Ret       |      |
| Ret  | Harald Johler        | Yamaha     | Ret       |      |
| Ret  | Roland Freymond      | Yamaha     | Ret       |      |
| Ret  | Chas Mortimer        | Yamaha     | Ret       |      |
| Ret  | Gregg Barsdorf       | Yamaha     | Ret       |      |
| Ret  | Armand Gras          | Yamaha     | Ret       |      |
| Ret  | Frank Steinhausen    | Yamaha     | Ret       |      |
| Ret  | Pekka Nurmi          | Yamaha     | Ret       |      |
| Ret  | Grunwald Harfmann    | Yamaha     | Ret       |      |
| Ret  | Bernd Tüngethal      | Yamaha     | Ret       |      |
| Ret  | Raymond Roche        | Yamaha     | Ret       |      |
| Ret  | R. Weib              | Yamaha     | Ret       |      |
| Ret  | Graham Young         | Yamaha     | Ret       |      |

## Resultados 125cc
Tercer triunfo consecutivo del piloto español Ángel Nieto que lidera la clasificación general. El zamorano se limitó a ir detrás del austríaco Harald Bartol, con una moto mucho más potente que la suya, para adelantarlo en la última vuelta.
| Pos. | Piloto                 | Moto         | Tiempo     | Pts. |
| ---- | ---------------------- | ------------ | ---------- | ---- |
| 1    | Ángel Nieto            | Minarelli    | 35' 35" 8  | 15   |
| 2    | Harald Bartol          | Morbidelli   | +1" 7      | 12   |
| 3    | Walter Koschine        | Delta-Fantic | +55" 7     | 10   |
| 4    | Hans Müller            | MBA-Elit     | +56" 0     | 8    |
| 5    | Gert Bender            | Bender       | +58" 3     | 6    |
| 6    | Eugenio Lazzarini      | Morbidelli   | +59" 4     | 5    |
| 7    | Per-Edvard Carlsson    | MBA          | +1' 12" 4  | 4    |
| 8    | Peter Looijesteijn     | MBA          | +1' 12" 6  | 3    |
| 9    | Alfred Waibel          | Morbidelli   | +1' 13" 0  | 2    |
| 10   | Patrick Hérouard       | Morbidelli   | +1' 23" 6  | 1    |
| 11   | Pier Paolo Bianchi     | Minarelli    | +1' 26" 0  |      |
| 12   | Stefan Jansen          | Morbidelli   | + 1 Vuelta |      |
| 13   | Karl-Thomas Grässel    | MBA          | + 1 Vuelta |      |
| 14   | Jean-Louis Guignabodet | Morbidelli   | + 1 Vuelta |      |
| 15   | Klaus Illigen          | Morbidelli   | + 1 Vuelta |      |
| 16   | Matti Kinnunen         | MBA          | + 1 Vuelta |      |
| 17   | Jean-François Lecureux | Morbidelli   | + 1 Vuelta |      |
| 18   | Cees van Dongen        | Morbidelli   | + 1 Vuelta |      |
| 19   | Thierry Noblesse       | Morbidelli   | + 1 Vuelta |      |
| 20   | Walter Rapolani        | Morbidelli   | + 1 Vuelta |      |
| Ret  | Clive Horton           | Morbidelli   | Ret        |      |
| Ret  | Patrick Plisson        | Morbidelli   | Ret        |      |
| Ret  | Stefan Dörflinger      | Morbidelli   | Ret        |      |
| Ret  | August Auinger         | Morbidelli   | Ret        |      |
| Ret  | Ernst Fagerer          | Morbidelli   | Ret        |      |
| Ret  | Ricardo Tormo          | Bultaco      | Ret        |      |
| Ret  | Rolf Blatter           | Morbidelli   | Ret        |      |
| Ret  | Enrico Cereda          | MBA          | Ret        |      |
| Ret  | Jean-Claude Selini     | MBA          | Ret        |      |
| Ret  | Wilfried Rothmann      | Morbidelli   | Ret        |      |
| Ret  | Jurgen Roller          | Morbidelli   | Ret        |      |
| Ret  | Bruno Kneubühler       | MBA          | Ret        |      |
| Ret  | Hagen Klein            | Morbidelli   | Ret        |      |
| Ret  | Aldo Pero              | Kreidler     | Ret        |      |
| Ret  | Thierry Espié          | Motobécane   | Ret        |      |

## Resultados 50cc
En la categoría de menor cilindrada, victoria para el debutante Gerhard Waibel en su primera participación en un Gran Premio. Un triunfo que se gestó después del abandono de Ricardo Tormo, que dominaba claramente la carrera con 50 segundos de ventaja.
| Pos. | Piloto             | Moto           | Tiempo    | Pts. |
| ---- | ------------------ | -------------- | --------- | ---- |
| 1    | Gerhard Waibel     | Kreidler       | 30' 07" 0 | 15   |
| 2    | Peter Looijesteijn | Kreidler       | +11" 3    | 12   |
| 3    | Ingo Emmerich      | Kreidler       | +11" 9    | 10   |
| 4    | Rolf Blatter       | Kreidler       | +12" 1    | 8    |
| 5    | Reiner Scheidhauer | Kreidler       | +29" 0    | 6    |
| 6    | Aldo Pero          | Kreidler       | +29" 4    | 5    |
| 7    | Hagen Klein        | Hess Spezial   | +52" 9    | 4    |
| 8    | Rudolf Kunz        | Kreidler       | +54" 4    | 3    |
| 9    | Hans-Jürgen Hummel | Kreidler       | +1' 02" 6 | 2    |
| 10   | Jacky Hutteau      | ABF            | +1' 24" 9 | 1    |
| 11   | Günter Schirnhofer | Kreidler       | +1' 32" 1 |      |
| 12   | Sergio Zattoni     | LGM            | +1' 32" 4 |      |
| 13   | Chris Baert        | Kreidler       | +1' 32" 8 |      |
| 14   | Luigi Rinaudo      | Tomos          | +1' 32" 9 |      |
| 15   | Manfred Kelter     | Kreidler       | +1' 37" 0 |      |
| 16   | Gerhard Bauer      | Kreidler       | +1' 39" 1 |      |
| 17   | Otto Machinek      | Kreidler E     | +1' 49" 5 |      |
| 18   | Bruno Di Carlo     | Kreidler MDC   | +1' 49" 8 |      |
| 19   | Klaus Kull         | Kreidler VV    | +1' 53" 9 |      |
| 20   | Ezio Mischiatti    | LGM            | +2' 44" 7 |      |
| 21   | Wolfgang Golembeck | Kreidler       | +3' 12" 7 |      |
| 22   | Hermano Sande      | Kreidler       | +1 Vuelta |      |
| 23   | D. Goeppner        | Kreidler       | +1 Vuelta |      |
| 24   | Jukka Vainio       | Kreidler       | +1 Vuelta |      |
| 25   | Zbyněk Havrda      | Kreidler OKD   | +1 Vuelta |      |
| Ret  | Eugenio Lazzarini  | Kreidler VV    | Ret       |      |
| Ret  | Ricardo Tormo      | Bultaco        | Ret       |      |
| Ret  | Patrick Plisson    | ABF            | Ret       |      |
| Ret  | Wolfgang Müller    | Kreidler VV    | Ret       |      |
| Ret  | Stefan Dörflinger  | Kreidler       | Ret       |      |
| Ret  | Henk van Kessel    | Condor         | Ret       |      |
| Ret  | Joaquín Galí       | Bultaco        | Ret       |      |
| Ret  | M. Van De Steen    | Special        | Ret       |      |
| Ret  | Cees van Dongen    | Kreidler       | Ret       |      |
| Ret  | Zoran Krstic       | Tomos          | Ret       |      |
| Ret  | Walter Rapolani    | Kreidler       | Ret       |      |
| Ret  | Franz Unger        | Kreidler       | Ret       |      |
| Ret  | Yves Le Toumelin   | TYL            | Ret       |      |
| Ret  | Gerhard Singer     | Kreidler       | Ret       |      |
| Ret  | Kasimir Rapczynski | Kreidler       | Ret       |      |
| Ret  | F. Jacobs          | Kreidler       | Ret       |      |
| Ret  | Karel Sedlacek     | Kreidler       | Ret       |      |
| Ret  | Bruno Treutlein    | WMS Spezial    | Ret       |      |
| Ret  | Stefan Danielsson  | Kreidler GP    | Ret       |      |
| Ret  | Daniel Corvi       | Scrab-Kreidler | Ret       |      |
| Ret  | Roland Schuster    | Kreidler       | Ret       |      |